# Ogonovszky Eszter
Ogonovszky Eszter (Komárom, 2003. július 14. –) magyar és cseh bajnok kézilabdázó, balátlövő, jelenleg a spanyol élvonalbeli BM Bera Bera játékosa.

## Pályafutása
Ogonovszky Eszter Komáromban született, kézilabda pályafutását pedig Győrben kezdte el. 9 éves korától kezdve 10 éven át végigjárta a Győri ETO korosztályos csapatait. 2014-ben kölcsönbe került a szintén első osztályú Mosonmagyaróvári KC SE csapatához, ám a szezon végeztével visszatért az ETO-hoz. A 2020-21-es szezontól kezdve a felnőtt csapatban is számíthattak rá. 2023-ban több játéklehetőségért ismét kölcsönbe került, ezúttal a cseh bajnok DHK Baník Most szerződtette. A szezon végén cseh bajnok lett a csapattal, valamint gólkirálynői elismeréssel is jutalmazták. 2024 nyarán lejárt szerződése a győri csapattal. Ezután a spanyol élvonalbeli BM Bera Bera csapatához szerződött.

## Sikerei, díjai
- Magyar bajnok: 2021/2022, 2022/2023
  - ezüstérmes: 2020/2021
- Magyar kupa-győztes: 2021
  - ezüstérmes: 2022, 2023
- Cseh bajnok: 2023/2024
  - gólkirálynő: 2023/2024